# Carcinops pumilio
Carcinops pumilio är en skalbaggsart som först beskrevs av Wilhelm Ferdinand Erichson 1834.  Carcinops pumilio ingår i släktet Carcinops och familjen stumpbaggar. Arten är reproducerande i Sverige. Inga underarter finns listade i Catalogue of Life.